# طومار علیشاهی
طومار علیشاهی لیستی از تمام موقوفات آستان قدس تا دوران علیشاه می‌باشد که در سال ۱۱۶۰ هجری قمری به ثبت رسید. علی‌قلی خان که پس از نادرشاه افشار به سلطنت رسیده بود دستور تهیه این طومار را صادر کرد، این طومار کل موقوفات آستان قدس رضوی و مسجد جامع گوهرشاد را که از ابتدا تا زمان تدوین طومار به عنوان وقف شناخته می‌شده‌است را در برمی‌گیرد.
علت و انگیزه دستور ثبت این طومار همان‌طور که در ابتدای آن آمده به شرح زیر است:
به‌سبب پاداش این عمارت و زیارت روضات ائمهٔ دین و عتبات مقتدایان راه یقین و قبل از اوان جلوس همایون، نیز نذر شرعی شده بود که به‌وقت طلوع نیر اقبال در انتظام و انتساق امور سرکار فیض‌آثار همت خسران مصروف گردد و چون، به‌سبب تسبب اسباب اشتاب و جواذب حوادث و لوازم کوارث و زور روزگار زورکار اوراق گلستان‌اساس آن سرکار جهانیان‌مناص، چون گلشن خزان‌دیده از هم ریخته و شیرازهٔ کتاب بنای آن گسیخته و در بین بزرگ و کوچک خدام عالی‌مقام تقدیم به ضبط دیوانی درآمده و خدمه و سدنهٔ آن کعبهٔ حقیقی از اوج وسعت به انحطاط ضیق معیشت افتاده و زایرین آن رشک اعلی‌علیین بی‌تمکن گشته …، لهذا، ابتغاء لمرضات الله الکریم و دخرا لیوم لا ینفع مال و لا بنون الا من اتی الله بقلب سلیم و ایفای به نذر و عهد قویم، آنچه از رقبات و مستغلات و موقوفات آن سرکار جنت‌نمودار که به ضبط دیوان مقرر بود، بالتمام، به ضابطه‌ای که قبل از این معمول و مستمر بوده به‌تصرف مباشرین امور آن سرکار داده.